# Kingfisher74
Kingfisher74（キングフィッシャー74）は、日本の男子水球チーム。

## 概要
日本選手権は1974年の初優勝以来計38回の優勝を誇る。
2015年までは「全日本体育大学」として活動していたが、2016年の改称とともに日本体育大学単独のチームからクラブチーム化した。
将来的には女子チーム「Kingfisher girls」やジュニアチーム「Kingfisher future」なども立ち上げ総合的水球クラブチームを目指す。

## チーム名の由来
「Kingfisher」は日体大水球チームのマスコットにも使用されているカワセミ、「74」はチームの前身である「全日体大」が日本選手権で初優勝した1974年をそれぞれ意味する。
カワセミは美しい小さな鳥。翼は鮮やかなブルーで胸は濃いイエロー。ブルーは水、イエローは水球のボールと同色。小さな体で空中から川中の魚を捕獲する素早い動きは水球のイメージと一致すると日本体育大学水球チーム監督の清原伸彦が2006年にイメージマスコットとした。
「Kingfisher74」はこれまで40年にわたり日本水球を支え、数多くの日本代表選手を輩出してきた「全日体大」の進化形として日本水球をリードする使命がある。「全日体大」は日本体育大学が単独で支え続けてきたが、「Kingfisher74]は日本体育大学の選手に拘らず、志ある選手を受け入れ、多くの人から応援されるチームを目指す。
「Kingfisher74]は日本がオリンピックで優勝するためには何をすべきかを第一に考え活動する。常に優れた代表選手を輩出し支え、オリンピックでメダルを獲ることによって、世界のトップクラブと肩を並べることを目指す。

## チーム理念
『強化・普及』
- オリンピアンの支援により多くのアスリートの目指すべき集団となる。
- 社会からの認知・交流・信頼を得て常にトップアスリートの健全な育成組織を構築する。
- 日本代表選手たちが所属する愛される組織作りを 目指し、トップアスリートを目指す子供達にとってのロールモデル、モデル機関として情報を発信する。
- 女子チーム（Kingfisher girls)、ジュニアチーム（Kingfisher future)など女子強化や子供達の活動を推進する。

『ラボ構想・産学連携』
- 競技に専念しキャリア構築、引退年齢を伸ばすことで長期的な強化が可能となる。引退後も掲載されたキャリア構築によるスムーズなトランジションへ。
- 日本体育大学と産業界のコンソーシアムを締結し、共同研究、開発といった提案を続けながら、助成金申請・委託契約などを請け負い、新しいスポーツ産業の発展に貢献する。
- アスリートから社会へのサンプル提供と企業との研究共同開発に取り組みスポーツ界に貢献する。
- 情報収集・分析業務等をアスリート自らが実施し、SNS、IT業界からのデータ配信、課金による収益構造を構築しアスリートへの収入還元を目指す。
- 競泳・飛込・シンクロ・OWを含めた、全ての『水のスポーツ』のサポート、研究、情報配信機関として組織化する。
- 日本最高峰の指導・教育に関するバイブル揃い、本物の「活きた」情報提供が出来る環境作りを目指す。

## 2016リオデジャネイロオリンピック出場選手
- 柳瀬彰良
- 大川慶悟
- 竹井昂司
- 角野友紀
- 志賀光明
- 福島丈貴
- 飯田純士
- 荒井陸